# Space division multiple access
Lo space division multiple access, o SDMA (in italiano accesso multiplo a suddivisione di spazio ) è una tecnica di multiplazione della trasmissione a radiofrequenza, che consente di utilizzare la stessa porzione dello spettro elettromagnetico per inviare più di un flusso dati sfruttando una distribuzione asimmetrica delle onde radio, ottenuta ad esempio utilizzando antenne direzionali.
Il termine SDMA è poi utilizzato per estensione per indicare un insiemi di protocolli radio di uso nell'ambito delle  telecomunicazioni satellitari che utilizzano tra l'altro anche la tecnica space division multiple access.

## Principi

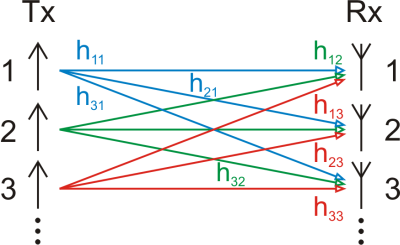
Esempio di trasmissione MIMO

Lo Space division multiple access può essere considerato un caso particolare di tecnica MIMO, che si ottiene quando i percorsi fra le antenne riceventi e trasmittenti siano tra di loro indipendenti; in riferimento alla figura a lato, i segnali h12 ed h13 siano nulli, come anche h21, h23, h31 e h32. In altre parole, le antenne riceventi e trasmittenti siano accoppiate due a due e non ricevano contributi di segnale dalle altre antenne.
L'annullamento dei contributi non voluti è relativamente difficile da ottenere se non in condizioni particolari, come ad esempio nella trasmissione da satellite, dove a causa dell'elevata distanza è possibile utilizzare antenne paraboliche direzionali a fascio molto sottile coprendo comunque aree geografiche relativamente vaste.